# 4276 Clifford
A 4276 Clifford (ideiglenes jelöléssel 1981 XA) egy marsközeli kisbolygó. Edward L. G. Bowell fedezte fel 1981. december 2-án.